# Gustave Doret
Gustave Doret (Aigle, 20 de setembre de 1866 – Lausana, el 19 d'abril de 1943) va ser un compositor suís.
Feu els estudis de violí amb Joseph Joachim en els conservatoris de Berlín i després treballà a París amb Theodore Dubois i Jules Massenet. Entre 1893 i 1895, fou el primer cap de Concerts Harcourt, i el 1904 va ser director d'orquestra de l'Opéra Comique de París. També va dirigir la Societat de Concerts suïssa.
El seu oratori Les set paraules de Crist (1895) mostra un estil proper al de Massenet. L'any 1900 va compondre l'òpera Les Armaillis. El seu nom resta vinculat al Teatre de Jorat Mezieres, on firmà diverses il·lustracions musicals per a obres de teatre: Aliénor (1910), La Nuit des Quatre Temps (1910), Tell (1914), La Servante d'Evolène (1937).
Fundat l'any 1990 per la cantonal Biblioteca de la Universitat de Lausana, el seu catàleg inclou prop de 400 composicions que són l'orgull de la veu humana. Amb Emile Jaques-Dalcroze i Joseph Bovet, se'l considera entre els més populars compositors de la Romandia.
Va compondre també les òperes Le peuple Vandois, Le Nain du Hasli, Loys, La Féte des Vignerons, La Tisseuse d'Olies, i En prison, així com la cantata Voix de la patrie, la col·lecció de melodies Fleurs de deuil, cors i obres per a orquestra.

## Obres
Llista no exhaustiva
- Les sept paroles du Christ (1895) Oratori
- Les Armaillis (1900) Òpera
- Fête des Vignerons (1905)
- Aliénor (1910) Música incidental
- La Nuit des Quatre Temps (1910) Música incidental
- Tell (1914) Música incidental
- Fête des Vignerons (1927)
- La Servante d'Evolène (1937)
- Loys, llegenda per a solos, cor i orquestra;
- Tessiner, suite orquestral;
- el poema Dans les bois, per a cor de dones;
- música per d'escena pel Juli Cèsar de William Shakespeare;
- i diversos drames de R. Morax.[1]